# 空中散步
空中散步（"Walking in the Air"）是霍华德·布莱克为1982年动画雪人创作的歌曲，該動畫改编自雷蒙·布力格於1978年創作的繪本《雪人》。此曲是电影的主旋律，后来成为英国电视台经年不衰的曲目。电影版本附有歌词，讲述小男孩堆的雪人带他在午夜玩耍、飞行，而第二天清晨醒来，雪人已在雪地中融化，小男孩只留下一条它送给他的蓝色围巾。
电影中的歌词部分，演唱者是圣保罗大教堂的合唱团男孩Peter Auty，单曲在1982年由哥伦比亚广播公司发布，又在1985年和1987年再次发行。